# Giuseppe Zamponi
Giuseppe Zamponi (* zwischen 1600 und 1610 in Rom; † Februar 1662 in Brüssel; auch Gioseffo Zampone) war ein italienischer Organist und Komponist.

## Leben
Giuseppe Zamponi war von 1629 bis 1638 Organist an der Kirche San Giacomo e Ildefonso degli Spagnuoli in Rom, als Nachfolger von Paolo Tarditi (um 1580–1661). Ab 1638 war er in einer Anstellung bei Kardinal Pier Maria Borghese (1599–1642).
Zu Beginn des Jahres 1646 kam er nach Brüssel, an den Hof des Erzherzogs Leopold Wilhelm, Statthalter der Habsburgischen Niederlande, wo er ab 1648 die Leitung der Kammermusik innehatte. Im Jahr 1661 wurde Zamponi in einer Urkunde als Kapellmeister des Kurfürsten von Köln erwähnt.

## Werk

### Oper
Zamponi wurde vor allem für sein musikalisches Drama Ulisse all’isola di Circe bekannt, das am Brüsseler Hof, am 24. Februar 1650 zu den Hochzeitsfeierlichkeiten des spanischen Königs Philipp IV. mit Maria Anna von Österreich aufgeführt wurde und zwei Tage später erneut erfolgreich aufgeführt wurde. Es handelte sich dabei um die erste Opernaufführung in den Habsburgischen Niederlanden. Die schwedische Königin Christina ließ Zamponis Werk 1654 auf der Durchreise in Brüssel gleich zweimal aufführen. Das Werk folgt dem venezianischen Stil und besteht aus einem Prolog und drei Akten. In Vergessenheit geraten, wurde das Werk im Jahr 2002 wiederentdeckt, verlorene Instrumentalstimmen wurden zwischenzeitlich rekonstruiert. Im Februar 2012 erfolgte in Lüttich die neuzeitliche Uraufführung und Ersteinspielung des Werkes. Ausführende waren das „Ensemble Clématis“ und der Kammerchor Namür unter der Leitung von Leonardo García-Alarcón.

## Werke (Auswahl)
- Ulisse all' Isola di Circe Mitschnitt der konzertanten Aufführung aus Lüttich/Liège vom 26. Februar 2012 als Video bei youtube
  - Circe ..... Céline Scheen (Sopran),
  - Ulisse ..... Furio Zanasi (Bariton),
  - Venere ..... Mariana Flores (Sopran),
  - Argesta ..... Dominique Visse (Countertenor),
  - Mercurio / Apollo ..... Zachary Wilder (Tenor),
  - Euriloco / Tritone primo / Statua Seconda ..... Fernando Guimarães (Tenor),
  - Nettuno ..... Sergio Foresti (Bass),
  - Giove ..... Matteo Bellotto (Bass),
  - Satiro ..... Fabian Schofrin (countertenor),
  - Cappella Mediterranea & Namur Chamber Chorus
  - Clematis
  - Leonardo García-Alarcón (Musikalische Leitung)
- Dies Irae für 5 Stimmen und 3 Instrumente (überliefert als Handschrift in der Düben-Sammlung der Universitätsbibliothek Uppsala)
- Eine geistliche Arie in der Sammlung Raccolta d’arie spirituale von Vincenzo Bianchi (1640)
- Sonata per violino, viola da gamba e basso continuo
- Sonata per violino, viola e basso continuo
- Sonata per 2 violini e basso continuo
- Capriccios (überliefert im Codex Rost der Bibliothèque nationale de France)
- 2 Arien
- 2 Messen (verschollen)